# Frank Houben
Franciscus Joannes Maria (Frank) Houben (Den Haag, 19 februari 1939 – Vught, 8 november 2023) was een Nederlandse burgemeester en commissaris van de Koningin van Noord-Brabant.

## Levensloop
Houben volgde van 1951 tot 1957 onderwijs op het gymnasium te Zeist (het jezuïetencollege Katwijk-De Breul) en ging vervolgens rechten studeren aan de Katholieke Universiteit Nijmegen. Daar studeerde hij in 1964 af. In 1964/1965 was hij lid van de arrondissementskrijgsraad in 's-Hertogenbosch. In 1967 haalde hij zijn masters Public Administration in de Verenigde Staten aan de Universiteit van Pittsburgh.

### Politiek
Houben was lid van de KVP en ging aanvankelijk aan de slag als gemeentesecretaris in het Limburgse Tegelen. Vervolgens werd hij burgemeester van achtereenvolgens Luyksgestel, Vessem, Wintelre en Knegsel (waarnemend) en van Etten-Leur. In 1987 werd hij door de Provinciale Staten van Noord-Brabant gevraagd of hij de opvolger wilde worden van Dries van Agt als commissaris van de Koningin in die provincie. Hij volgde zodoende in de voetsporen van zijn vader, die tussen 1947 en 1964 commissaris van de Koningin in Limburg was geweest. Houben werd benoemd tot commissaris van de Koningin op 22 april 1987, zijn officiële afscheid vond plaats op 27 september 2003, waarna hij kamerheer in buitengewone dienst van de koningin werd.

### Nevenfuncties
Houben was lid van meerdere advies- en toezichtsorganen, zoals de Raad van Commissarissen van de PNEM (en later Essent), de Raad van Toezicht en Advies van Nederland Distributieland, de commissie Toekomst Sociale Werkvoorziening, de Commissie Toekomstige Organisatie Afvalverwerking en het Comité Nederlandse Antillen. Houben was ambassadeur voor Châteaux et Résidences Gastronomiques.

## Onderscheidingen
Houben ontving diverse onderscheidingen, zoals:
- Ridder in de Orde van de Nederlandse Leeuw (1991)
- Grootofficier in de Kroonorde van België (1995)
- Honorair Professor University Nanjing China (1995)
- Brabants Landschapspenning (2003)
- Ereburger Noord-Brabant en ereburger 's-Hertogenbosch (2003)

## Persoonlijk
Houben was een lid van het patricische geslacht Houben en zoon van politicus Frans Houben (1898–1976), commissaris der Koningin in Limburg. Hij trouwde in 1968 met Monique Marie van Lanschot, dochter van Willem van Lanschot (1914–2001). Zij kregen vier kinderen. Houben onderhield uitstekende relaties met de Nederlandse koninklijke familie. Zo was prinses Christina getuige bij zijn huwelijk en was Houben een van de getuigen bij het huwelijk van kroonpins Willem-Alexander en Máxima Zorreguieta.
Houben overleed in 2023 op 84-jarige leeftijd.
- Parlement.com: vg09llz91jzk